# 電気式人工咽頭
電気式人工咽頭（でんきしき・じんこういんとう）ないしは、人工声帯（じんこう・せいたい,英：Electrolarynx）は、声帯を失い、自力で言葉を発することができなくなった人が、特殊な装置を使って、電気的に言葉を発することができる装置のことを言う。

## 概要
第二次世界大戦の銃撃で頚部などを打たれ、やむを得なく咽頭を摘出しなければならない患者（戦傷者）が増加したことから、アメリカ合衆国で声帯を失った人たちへの対策として研究・開発されたもので、その後、喉頭癌の摘出手術により声帯を失った人たちにこの人工声帯を取り入れる人が増え、近現代においては食道発声と、シャント発声（気管と食道を連結させる手術）と並んで多用されている。
日本では、喉摘者、喉頭摘出者は身体障碍者3級の申請が行え、電気式人工咽頭購入費補助の支援が行われる。

## 歴史

### 笛式人工喉頭
人工喉頭について初めて記録されたのは、1859年に生理学者のヨハン・ネポムク・チェルマックによるの気管の空気を喉の奥へ持って行くチューブを使うと声が回復できるという報告である。この方式を発展させたものが笛式人工喉頭（pneumatic artificial larynx）で、喉摘者の喉にある永久気管孔に声帯の代わりとなるゴム膜やリードが付いたチューブを繋ぎ、喉の奥にチューブを入れて発声する方式であった。習得も容易で、本人の声に近く、安価であるが、手がふさがりチューブが目立つ、清潔にするためのメンテナンス作業がかかるなどの問題がある。

### 電気式人工喉頭
1920年代にウェスタン・エレクトリックが電気を使った人工咽頭を開発して電気式人工咽頭の原型となった。
抑揚付き電気人工喉頭ユアトーンは、2023年に文部科学大臣賞を受賞した。
人工知能（AI）を活用し、口を動かすだけで元の声に近い音声が再現される。

## メカニズム
人工声帯を発するには、円形（髭剃りや懐中電灯に似たもの）の特殊な装置のスイッチを入れ、先端にある振動板を下咽頭に当てて、振動を与えさせて、体壁に伝導・共鳴させる（これを原音という）。この原音の出ているときに、口の形や舌の動きを正しく認識し発声させる。

## メリット・デメリット
習得が容易で、他の方法の習得が体力的にも時間的にも無理な人、声を早急に必要とする人に適する。
デメリット
装置を持つため手がふさがり、それほど重くはないが長時間の保持は難しい。電池がなくなると交換しないとならない。値段も高い。
明瞭度は低い。母音は問題ないが、無声音、特にさ行・は行などの摩擦音が困難となっている。また抑揚が一定であるため、アクセントやイントネーションは無理である。
また、喉越しに口腔内へ振動を伝える関係上、発する声は低くなり女性のような高い声は出せない。
音圧も出せないため、静かな場所で1‐2m以内の人と話す程度なら問題ないが、それ以上となると聞こえない人が出てくる。